# Eremaea brevifolia
Eremaea brevifolia là một loài thực vật có hoa trong Họ Đào kim nương. Loài này được (Benth.) Domin mô tả khoa học đầu tiên năm 1923.